# Belgique germanique
La Belgique germanique, par opposition à la Belgique romane, désigne, en dialectologie, la partie de la Belgique où l'on parle traditionnellement des langues régionales germaniques apparentées au néerlandais ou à l'allemand.